# Goda Dailydaite
Goda Dailydaite (* 19. August 1985 in Lithuania) ist eine deutsche Boxerin und Boxweltmeisterin (WIBF) im Superfedergewicht. Sie lebt in Dortmund.

## Leben
Dailydaite studiert Spanisch und Sport auf Lehramt an der Universität Duisburg-Essen. Ihre Mutter, die Biochemikerin Alma Rüppel, ist eine erfolgreiche Turmspringerin und wurde 2010 Weltmeisterin in der Altersklasse 40 bis 49.

## Sportliche Karriere
Als Amateur bestritt Goda Dailydaite über 60 Kämpfe im In- und Ausland, wurde mehrfach Deutsche Hochschulmeisterin sowie Deutsche Meisterin. Nach über 60 Amateurkämpfen wechselte Dailydaite 2010 in das Profilager. Goda Dailydaite wird von Thorsten Brück trainiert. Die Übersicht ihrer bisherigen Kämpfe:
| Gegnerin             | Datum              |
| -------------------- | ------------------ |
| Lisa Schewe          | 12. Juni 2010      |
| Hana Horakova        | 4. Dezember 2010   |
| Doris Köhler         | 2. April 2011      |
| Sarah Hübner         | 17. Juni 2011      |
| Lisa Schewe          | 16. Juli 2011      |
| Susanne Breuer       | 30. Oktober 2011   |
| Arleta Krausova      | 20. April 2012     |
| Irma Balijagic Adler | 29. September 2012 |
| Ina Menzer           | 24. August 2013    |